# Меркатале Валдарно (Арецо)
Меркатале Валдарно је насеље у Италији у округу Арецо, региону Тоскана.
Према процени из 2011. у насељу је живело 290 становника. Насеље се налази на надморској висини од 260 м.